# Jack Sherman
Pour les articles homonymes, voir Sherman.
Jack Sherman, né le 18 janvier 1956 à Miami et mort le 18 août 2020 à Savannah (Géorgie), est un guitariste américain, ayant notamment joué pour les Red Hot Chili Peppers en remplacement d'Hillel Slovak, lorsque celui-ci, sous contrat avec son autre groupe What Is This?, ne put enregistrer l'album Red Hot Chili Peppers.

## Biographie
Il s'établit à Los Angeles.
Hormis sa collaboration à Red Hot Chili Peppers aux débuts du groupe, il a également travaillé avec des artistes comme Bob Dylan, George Clinton, Peter Case, John Hiatt, Tonio K, Gerry Goffin.
Il termine sa carrière dans un groupe appelé In From the Cold, dans lequel il jouera jusqu'à sa mort.
Il réside à Savannah dans l'état de Géorgie à partir de 2003. Il y meurt le 18 août 2020,, à l'âge de 64 ans. Les circonstances de sa disparition sont connues il s'agit d'une crise cardiaque à son domicile. (en)

## Discographie
- Red Hot Chili Peppers - Red Hot Chili Peppers (1984)
- Knocked Out Loaded - Bob Dylan (1986)
- R&B Skeletons In The Closet - George Clinton (1986)
- Notes From The Lost Civilization - Tonio K (1988)
- Blue Guitar - Peter Case (1989)
- Backroom Blood - Gerry Goffin (1996)
- Ole - Tonio K (1997)
- In From the Cold - In From the Cold (2000)